# 谜 (音乐团体)
谜（Enigma）是一个音乐团体（Musical Project），诞生于1990年，最初由迈克尔·克里图和他的妻子桑德拉·克里图共同创建——两人同时也是桑德拉乐队（Sandra）的成员。该音乐团体现已有7张专辑出版。他们的作品一般被人归类于新世纪音乐，以电子音为显著特色。

## 发展历程
从20世纪70年代起，迈克尔·克里图就已开始了他自己的音乐生涯。除了与其他音乐家的几次合作外，他也参与制作了他妻子桑德拉的专辑。在谜成立之前，他也曾以自己的名字出过专辑，但均未能取得显著的商业成就。在一次采访中，克里图承认，当时他感觉才思枯竭。
正是在这时候，克里图开始策划建立谜。他摒弃了全部旧有的习惯和准则，向一个全新的方向前进。1990年12月，谜的首张专辑MCMXC a.D.（“公元1990年”）出炉（如今这张专辑可能已售出了超过2500万张）。由于其中单曲“Sadeness (Part I)”，该专辑给克里图带来了首次商业性成功。
在这张专辑发行之前，克里图很为其反响而担心，因此决定隐去多数参与者的真实姓名，并将自己化名为“Curly M.C.”。唱片封套中也几乎没有提及音乐团体的背景信息。这些反而为专辑制作者的身份添上了“谜”一般的神秘色彩，人们也开始关注谜究竟是个人、乐队、还是某个群体。
1993年，克里图受电影《偷窥（Sliver）》（台譯：銀色獵物）制片人之邀，为该电影配乐，但他未能接受这一邀请。取而代之，他创作了《卡莉的歌（Carly's Song）》与《卡莉的寂寞（Carly's Loneliness）》以供该片使用，并被加入到了影片的原声配乐中。
在随后的一年里，第二张专辑The Cross of Changes（“变幻的十字架”）发行，并获得了更加热烈的公众反响，一年内即售出600万张。然而，这两张专辑（MCMXC a.D.与The Cross of Changes）皆由于取样自其它音乐作品而引起了法律纠纷。
1996年，发行专辑Le Roi est Mort, Vive le Roi!（专辑名原文为法语，意为“国王死了，国王万岁！”，也有译作“改朝换代”和“王者风范”的版本）。克里图意欲将这第三张专辑制作成前两张的“小孩”，因此含有相似的格里高利圣歌（Gregorian chants，又译“格列高利圣咏”等）与部落歌谣（tribal chants）元素。虽然这第三张专辑也像前两张一样，由克里图亲自操刀精心制作，但却并未获得如后者那般的成功。正是因此，该专辑中原计划作为单曲出版的三首作品中，只有两首发行，第三首“The Roundabout”（“环形路口”，又译“轮回”）的发行在1998年被秘密地取消了。

专辑The Screen Behind the Mirror（“浮世镜”）于1999年发行，其中4首曲目包含来自卡尔·奥尔夫《布兰诗歌》的取样。这张专辑里格里高利圣歌的成份大大减少，但仍保留有一些其它谜的标志性特征。该专辑中，只有“Gravity of Love”（“爱之重要”）与“Push the Limits”（“挑战极限”）作为单曲发行。安德鲁·唐纳兹（Andru Donalds（页面存档备份，存于））与来自Olive乐队的露丝安·博伊尔（Ruth-Ann Boyle（页面存档备份，存于））也首次在这一音乐团体中露面。

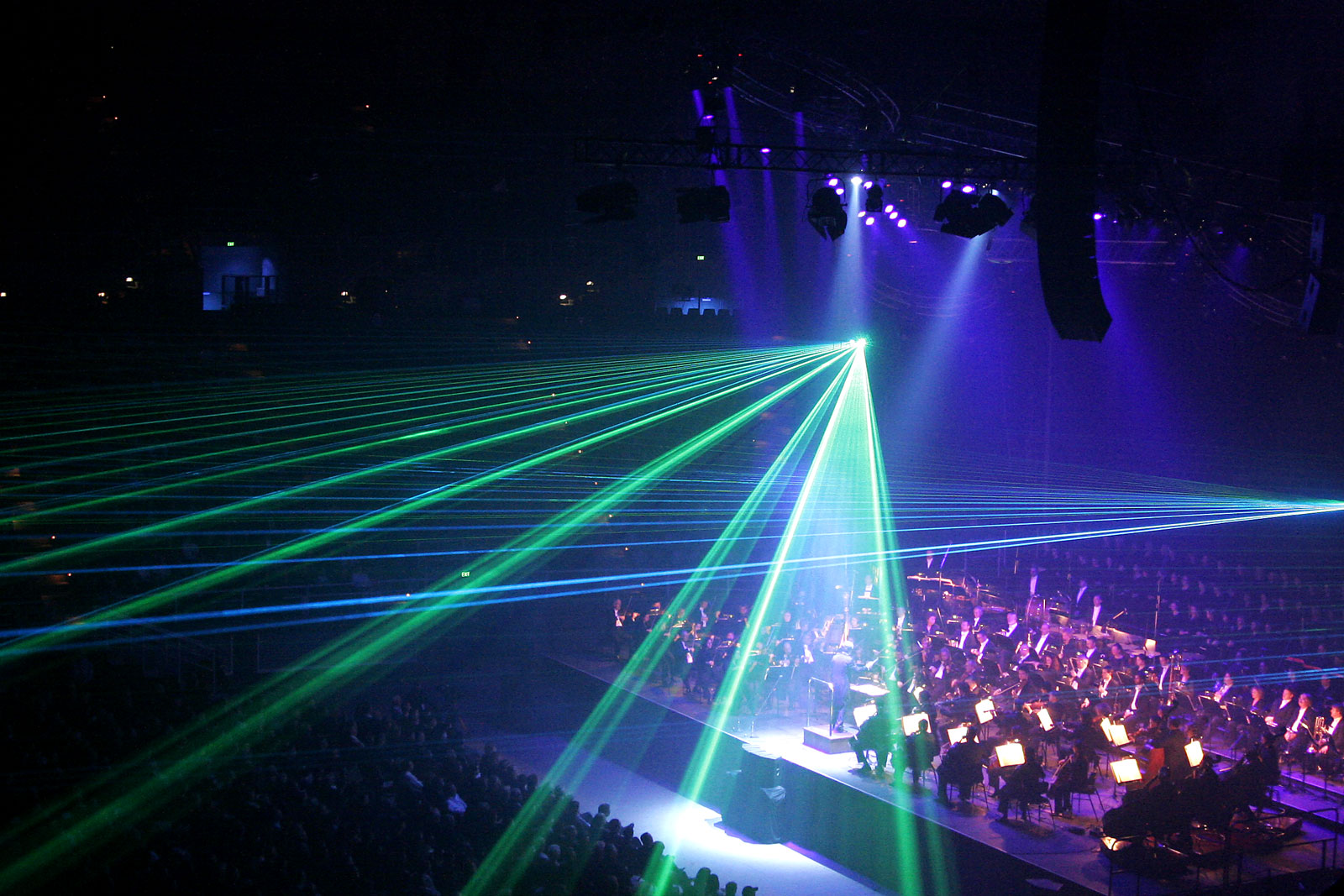
一场典型的激光演唱会

2001年，新单曲“Turn Around”（“回转”）出版。同年出版发行的还有两张精选辑：《爱·欲·情原音精选（Love Sensuality Devotion: The Greatest Hits）》与《爱·欲·情混音精选（Love Sensuality Devotion: The Remix Collection）》，作为其计划中谜第一阶段的结束，并在慕尼黑天文馆（Munich Planetarium）举办了一场相应的激光演唱会（laser light show）。
2003年发行的专辑Voyageur（专辑名原文为法语，意为“旅行者”）被认为是该音乐团体的一次重大转变。事实上，所有谜原先的主要特征元素（如异域风情或格里高利圣歌等）都未在此专辑中使用，从而导致许多原来的乐迷一时难以接受这一崭新的风格，发行量也因此而受影响。从统计学的角度来说，谜的每一张录音室专辑的销量都是其上一张的一半。但销量只是衡量音乐作品成功与否的一个方面。当听众更加了解Voyageur后，这一专辑的价值得到了认可，并预示了克里图日后可能探索的新领域。
2005年8月28日，谜的经纪人（Crocodile-Music.de（页面存档备份，存于））宣布将推出新单曲“Hello and Welcome”（意为“你好，欢迎”）。该单曲原计划2005年10月正式发行，但却两次推迟，直到2006年3月10日才在德国出版。如Voyageur一样，该单曲与谜先前的风格大相径庭。
雖然克里圖曾經宣稱他並不會推出新的單曲，2006年9月26日，“謎”的第六張專緝《A Posteriori》在全球發行，專緝中還包含新版本的《Hello and welcome》和新曲《Goodbye Milky Way》。《A Posteriori》較之前任何專緝更加著重電子音樂。這概念是基於天文學、物理、歷史和社會學之上。
《A Posteriori》的dvd版本在零六年12月26日推出。這dvd將萬花筒的影像與“謎”的多首音樂在同一時刻中融合為一。
在三月，一個《A Posteriori》的特別版本——《private lounge remix》在Apple iTunes music store推出。這个版本包括由Boca Junior、Tocadisco等眾多藝人製作的A Posteriori 12首重新混音版本。有些聲帶已在A Posteriori的最原本的零六年九月的版本和上述的dvd版本已經存在。
现在克里图的精力更多地放到了给乐队两位女主唱出新专辑上了。

## 音乐作品
谜的每一张专辑皆以“谜之号角”（“Enigma horn”）开曲。
在Gravity of Love這首歌，一開始用了《布蘭詩歌》的吟唱混音，但隨後變成有節奏感的電子音樂。這一首歌也成為著名的電玩最終幻想的配樂之一。另外《Modern Crusaders》也用到了《布蘭詩歌》的吟唱。
《Return to Innocence》被用作1996年奥运会开幕曲。以象征民族之融合。
《Modern Crusaders》被用作JoJo的奇妙冒險第五部的片尾曲。

## 乐队成员
谜是一個音樂計畫，而不是樂團，所以並沒有固定成員，每次都可能有不同的音樂人參與。而迈克尔·克里图是核心成員，也是其中的固定成員。

## 诉讼纠纷
謎樂團有一首歌Return to innocence曲中多段穿插的吟唱，使用了台灣原住民歌手郭英男（Difang）為首的馬蘭吟唱隊所唱的「老人飲酒歌」，因為該歌曲被用做亞特蘭大奧運的音樂，並未經由馬蘭吟唱隊的同意，所以控告該樂團侵犯版權。但後來反而引起台灣對於原住民音樂的注意，而滾石唱片也幫馬蘭吟唱隊出了專輯。

## 专辑列表
- MCMXC a.D.     公元1990（1990年12月）
- The Cross of Changes     变幻的十字架（1993年12月）
- Le Roi est Mort, Vive le Roi!     国王死了，国王万岁！（1996年11月）
- The Screen Behind the Mirror     浮世镜（1999年12月）
- Voyageur     旅行者（2003年9月）（专辑名原文为法语）
- A Posteriori   因果论（2006年9月）
- Seven Lives, Many Faces   七生众相（2008年9月）

### 录音室专辑
| 专辑名（发行年份） | 备注 |
| MCMXC a.D.（1990年） #1 英国，#38英国（1994年再次发行），#6 美国，#1 Eurochart，#3德国，#1 法国，#1 希腊，#1 挪威，#1 比利时，#1 巴西，#1 新加坡，1 葡萄牙，#1 韩国，#1 西班牙#1 RSA | 美国四白金唱片，英国三白金唱片，加拿大唱片业协会（CRIA）双白金唱片，法国双白金唱片，德国双白金唱片，全球六十白金唱片 全球销量：1400万（1995年，数据来自Billboard杂志）预计销量 - 2500万。 |
| The Cross of Changes（1994年） #1英国，#9美国，#2 Eurochart，#5德国，#1希腊 | IFPI白金唱片，CRIA双白金唱片，RIAA（美国）双白金唱片，英国双白金唱片 全球销量：800万（1996年）预计销量 - 1500万。                                                                         |
| Le Roi Est Mort, Vive Le Roi!（1996） #12 UK, #25 US, #3 Eurochart, #3 Germany, #1 Norway, #1 Greece, #8 France                                                                      | 1998 Grammy Awards nominee CRIA Platinum, RIAA Platinum , UK Platinum 3.6 mil copies preordered by Nov 1996                                                                               |
| The Screen Behind the Mirror（1999） #7 UK, #33 US, #2 Eurochart,#1 Greece,#2 Germany,#2 Norway,#5 Japan, #16 France #2 Billboard Top Internet Albums                                | UK Platinum, CRIA Gold, RIAA Gold（500,000+） |
| Voyageur（2003） #46 UK, #94 US, #6 Germany,#12 Eurochart, #2 Arabia, #3 Greece, #4 Portugal, #17 Italy #1 Billboard Top Electronic Albums                                           | - |
| A Posteriori（2006） #95 US, #16 Germany, #3 Greece, #32 Italy, #98 France, #17 Austria, #24 Switzerland, #8 Netherlands, #27 Portugal, #9 Poland #3 Billboard Top Electronic Albums | Released on 2006-09-22 2007 Grammy Awards nominee （页面存档备份，存于） |
| | Seven Lives Many Faces (2008) |
| | The Fall Of A Rebel Angel (2016) |

全球总销量 - 60,000,000张

### 精选
| Title (year) | Additional notes                                     |
| Trilogy （1998） Boxset containing: MCMXC a.D., The Cross of Changes, Le Roi Est Mort, Vive Le Roi!                                                    | Released on 1998-04-10.                              |
| Love Sensuality Devotion: The Greatest Hits（2001） #29 UK, #29 US, #7 Eurochart, #4 Germany, #1 Greece, #2 Portugal #15 Billboard Top Internet Albums | CRIA Platinum, RIAA Gold （800,000+）, UK Gold       |
| Love Sensuality Devotion: The Remix Collection（2001）                                                                                                 | Will be released in the United States on 2006-12-26. |
| 15 Years After（2005） Boxset containing: First five studio albums, two DVDs and new album remixed by Rollo Armstrong                                  | Released on 2005-12-09.                              |

### DVD
| 曲目标题               | 制作班底                                                    | 所属专辑             |
| ---------------------- | ----------------------------------------------------------- | -------------------- |
| "Sadeness (Part I)"    | 导演： Michel Guimbard 制片人： Thierry Sadoun              | MCMXC a. D.          |
| "Principles of Lust"   | 导演： Howard Greenhalgh 制片人： Megan Hollister/Pam James | MCMXC a. D.          |
| "Mea Culpa (Part II)"  | 导演： Howard Greenhalgh 制片人： Pam James                 | MCMXC a. D.          |
| "The Rivers of Belief" | 导演： Howard Greenhalgh 制片人： Megan Hollister           | MCMXC a. D.          |
| "Return to Innocence"  | 导演： Julien Temple                                        | The Cross of Changes |
| "Age of Loneliness"    | 导演： Big TV!                                              | The Cross of Changes |
| "The Eyes Of Truth"    | 导演： Julien Temple                                        | The Cross of Changes |
| "Out from the Deep"    | 导演： Angel García                                         | The Cross of Changes |

### 罕见的精选
- 1994 – Age of Loneliness（Limited Edition "Greatest Remixes"）
- 1994 – The Eyes of Truth（Limited Edition "Singles Collection"）
- 1997 – In The Beginning...（Promotional Compilation CD）

## 单曲列表
| 发行年份 | 曲目标题               | 榜单排名         | 榜单排名         | 榜单排名       | 榜单排名      | 榜单排名       | 所属专辑                                    |
| 发行年份 | 曲目标题               | UK Singles Chart | 公告牌百强单曲榜 | US Modern Rock | Eurochart     | 德国           | 所属专辑                                    |
| 1990     | "Sadeness (Part I)"    | #1（1 week）     | #5               | #6             | #1（9 weeks） | #1（10 weeks） | MCMXC a.D.                                  |
| 1990     | "Mea Culpa (Part II)"  | #55              | -                | -              | -             | #7             | MCMXC a.D.                                  |
| 1991     | "Principles of Lust"   | #59              | -                | -              | -             | #90            | MCMXC a.D.                                  |
| 1991     | "The Rivers of Belief" | #68              | -                | -              | -             | -              | MCMXC a.D.                                  |
| 1993     | "Carly's Song"         | -                | -                | -              | -             | -              | Sliver: Music from the Motion Picture       |
| 1993     | "Return to Innocence"  | #3               | #4               | #2             | #2            | #5             | The Cross of Changes                        |
| 1994     | "The Eyes of Truth"    | #21              | -                | -              | -             | -              | The Cross of Changes                        |
| 1994     | "Age of Loneliness"    | #21              | -                | -              | -             | -              | The Cross of Changes                        |
| 1994     | "Out from the Deep"    | -                | -                | -              | -             | -              | The Cross of Changes                        |
| 1996     | "Beyond the Invisible" | #26              | #81              | -              | #46           | #40            | Le Roi Est Mort, Vive Le Roi!               |
| 1997     | "T.N.T. for the Brain" | #27              | -                | -              | -             | -              | Le Roi Est Mort, Vive Le Roi!               |
| 1999     | "Gravity of Love"      | -                | -                | -              | -             | #65            | The Screen Behind the Mirror                |
| 2000     | "Push the Limits"      | #76              | -                | -              | -             | #96            | The Screen Behind the Mirror                |
| 2000     | "Turn Around"          | -                | -                | -              | -             | #65            | Love Sensuality Devotion: The Greatest Hits |
| 2003     | "Voyageur"             | -                | -                | -              | -             | -              | Voyageur                                    |
| 2003     | "Following the Sun"    | -                | -                | -              | -             | #97            | Voyageur                                    |
| 2004     | "Boum-Boum"            | -                | -                | -              | -             | #98            | Voyageur                                    |
| 2006     | "Hello and Welcome"    | -                | -                | -              | -             | #87            | 15 Years After                              |
| 2006     | "Goodbye Milky Way"    | -                | -                | -              | -             | -              | A Posteriori                                |